# Old Tunes (Vol. 2)
Old Tunes (Vol. 2) fue un casete de Boards of Canada, lanzado del mismo año de Boc Maxima, A Few Old Tunes.
Este casete fue lanzado una edición limitada, con canciones muy antiguas que algunas fueron distribuidas por Christ, los restos los miembros actuales.

## Side A
1. "We've Started Up" - 5:39
2. "Jimbo Rehearsing" - 0:35
3. "Staircase Whip" - 2:14
4. "Statue Of Library" - 1:52
5. "Dave (I'm A Real Traditionalist) - 1:50
6. "Peace-Tony-Devil" - 0:18
7. "To The Wind" - 2:30
8. "Iraq Says" - 0:38
9. "Nine-Rubber Wisdom" - 1:20
10. "On A Rolling Sea" - 1:34
11. "Iced Cooly Beatnik" - 0:36
12. "David Came To Mahana'im" - 4:39
13. "Sir Prancelot Brainfire" - 2:51
14. "North Sea Arbeit" - 1:12
15. "Mushyz" - 0:35
16. "Heysanna Hosanna" - 0:59
17. "Fly In The Pool" - 0:51
18. "Mukhinabaht" - 5:05
19. "It's A Whole 'Nother Year" - 2:00

## Side B
1. "Kiteracer 2" - 2:29
2. "BMX Track" - 5:05
3. "Hiscores" - 3:38
4. "Geometric Pass" - 0:51
5. "Zander Two" - 3:59
6. "Magic Teens" - 2:59
7. "Apparatus" - 0:33
8. "Music For Pylons" - 1:12
9. "Alpha Rainbow" - 1:12
10. "Northern Plastics" - 1:55
11. "Buckie High" - 5:16
12. "I Love My New Shears" - 3:11
13. "Solarium" - 0:22
14. "Breaking Nehushtan" - 2:41
15. "Orange Hexagon Sun" - 2:22
16. "Lick" -2:39
17. "Powerline Mistorfune" - 1:15

## Compositores
- Michael Sandison & Marcus Eoin, músicos, compositores, productores.

## Curiosidades
- La canción: "We've Starded Up" contiene 3 samples dentro del track, son de Imagination, Shandi y Techno Twins.
- En "Orange Hexagon Sun" contiene el Kick y efectos de la canción: "Turquoise Hexagon Sun".
- En la canción: "Hiscores" no tiene nada que ver con el EP ni la canción del año 1995.
- En "Peace-Tony-Devil" son samples de comercial de TV, la primera es un programa de TV que no se sabe, de una voz femenina. La segunda es un comercial del famoso personaje llamado: "Tony el tigre", en el cereal en llamado en Latinoamérica: "Zucaritas". Y la última, es el comercial de una aspiradora (editado).
- En la canción: "Apparatus" tiene un sample de la película de terror del año 1958 llamado: "Terror from the year 5000".